# Juju on That Beat (TZ Anthem)
Juju on That Beat (TZ Anthem), aussi simplement connue sous les noms Juju on That Beat, Juju on the Beat et Juju on dat Beat, est une chanson des rappeurs américains Zay Hilfigerrr et Zayion McCall. Il s'agit d'un freestyle interprété sur la mélodie de Knuck If You Buck de Crime Mob (en) et Lil Scrappy.

## Historique
La chanson est d'abord publiée sur la chaîne YouTube de McCall le 8 juillet 2016 et comptabilise alors plus de 17 000 vues. Mais après sa deuxième publication sur YouTube le 11 août 2016, elle reçoit 45 millions de vues et devient un défi de danse viral,.
Juju on That Beat parvient en 5e du Billboard Hot 100.
Le 19 octobre 2016, le duo interprète la chanson dans l'émission Live! with Kelly et apprend les pas de la danse à Kelly Ripa. Il est également invité sur The Ellen DeGeneres Show le soir d'Halloween le 31 octobre 2016.

## Clip vidéo
Le clip musical de Juju on That Beat est publié le 5 novembre 2016 sur la chaîne YouTube de Hilfigerrr et McCall, The ZayNetwork ; il cumule plus de 260 millions de vues. Il se peut que la vidéo soit inspirée du film Nos pires voisins. Hannah Talliere fait un caméo dans ce clip.
Le clip remporte le Kids Choice Award du meilleur clip musical 2017.

## Classements et certifications
| Classement (2016)               | Meilleure position |
| ------------------------------- | ------------------ |
| Allemagne (Media Control AG)    | 53                 |
| Australie (ARIA)                | 26                 |
| Autriche (Ö3 Austria Top 40)    | 69                 |
| Belgique (Flandre Ultratip 100) | 11                 |
| Belgique (Wallonie Ultratip 50) | 22                 |
| Canada (Hot 100)                | 13                 |
| Écosse (OCC)                    | 41                 |
| États-Unis (Hot 100)            | 5                  |
| États-Unis (Pop Airplay)        | 30                 |
| États-Unis (R&B/Hip-Hop Songs)  | 3                  |
| États-Unis (Rhythmic Songs)     | 20                 |
| France (SNEP)                   | 120                |
| Irlande (IRMA)                  | 43                 |
| Nouvelle-Zélande (RMNZ)         | 24                 |
| Pays-Bas (Single Top 100)       | 48                 |
| Portugal (AFP)                  | 43                 |
| Tchéquie (IFPI Singles Digitál) | 96                 |
| Royaume-Uni (UK Singles Chart)  | 37                 |
| Suède (Sverigetopplistan)       | 56                 |
| Suisse (Schweizer Hitparade)    | 67                 |

| Classement (2016)                  | Position |
| ---------------------------------- | -------- |
| États-Unis (Hot R&B/Hip-Hop Songs) | 50       |

| Région | Certification | Ventes/Streams |
| --- | ------------- | -------------- |
| Australie (ARIA) | Or            | 35 000^        |
| Canada (Music Canada) | Platine       | 80 000^        |
| États-Unis (RIAA) | 2 × Platine   | 2 000 000‡     |
| *Ventes selon la certification ^Mise en rayon selon la certification xNon précisé par la certification ‡ventes/streaming selon la certification |               |                |